# Hermann von Petkum

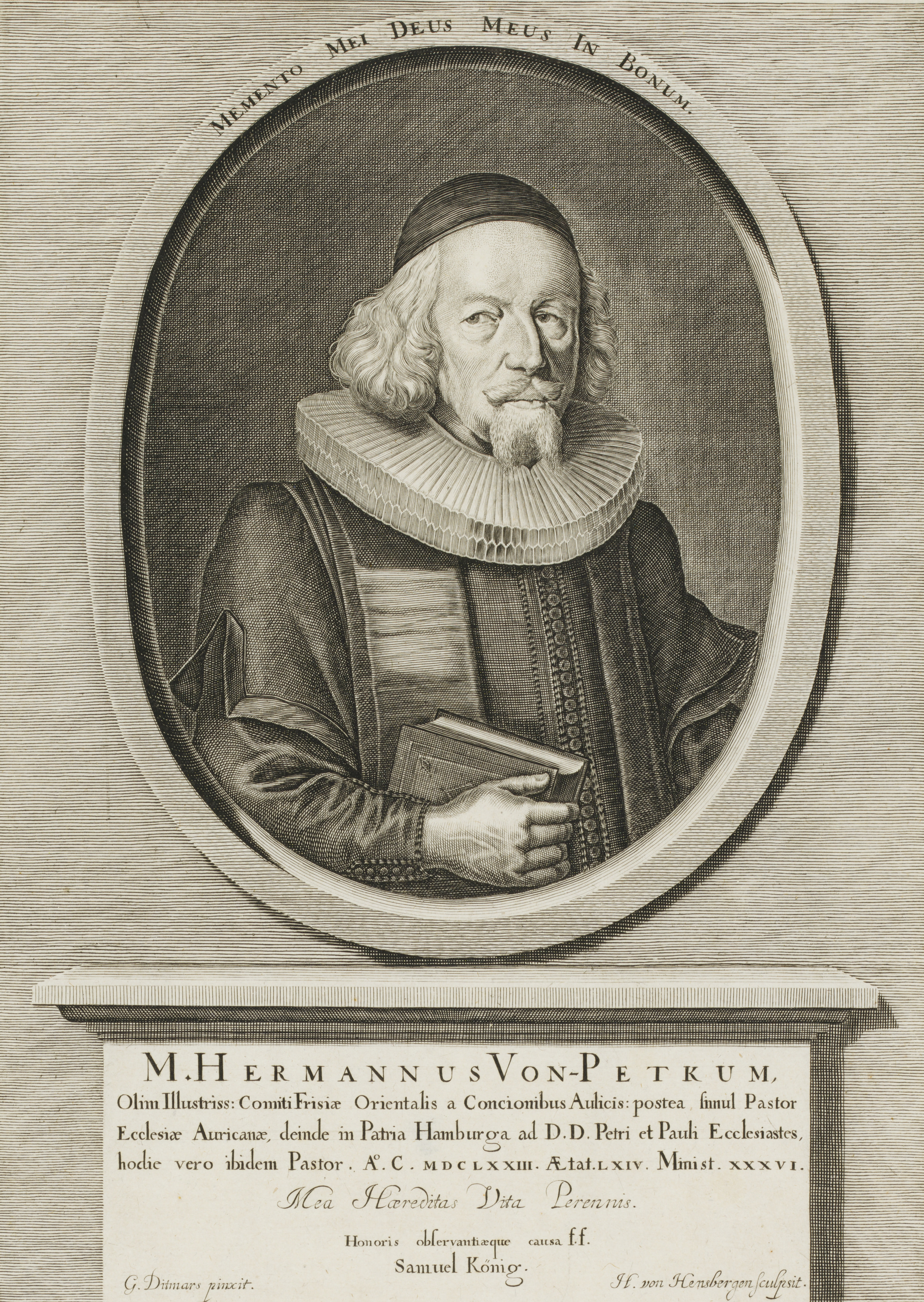
Hermann von Petkum

Hermann von Petkum, auch Hermann von Pettkum (* 19. Juni 1610 in Hamburg; † 21. Dezember 1682 ebenda) war ein deutscher evangelisch-lutherischer Geistlicher und Hauptpastor in Hamburg.

## Leben
Hermann von Petkums Familie stammte vermutlich aus dem ostfriesischen Petkum. Das von ist wie häufiger in Norddeutschland, verwandt mit dem niederländischen van, hier eine Herkunftsbezeichnung und kein Adelsprädikat. Er war ein Sohn des Kaufmanns Hieronymus von Petkum und Enkel des Mitstifters des Hamburgischen Waisenhauses Simon von Petkum. Nach dem Besuch der Gelehrtenschule des Johanneums studierte er ab Oktober 1633 Evangelische Theologie, zunächst an der Universität Rostock, danach an der Albertus-Universität Königsberg und der Universität Wittenberg, wo er 1636 nach einer Disputation unter dem Vorsitz von Jakob Weller zum Magister promoviert wurde.
1637 erhielt er seine erste Stelle als zweiter Hofprediger des Grafen Ulrich II. von Ostfriesland. 1639 wurde er Stadtpastor in Aurich.  Am 24. Juli 1644 wechselte er als Diaconus (2. Pastor) an die Hauptkirche Sankt Petri nach Hamburg. Hier wurde er am 7. September 1673 Hauptpastor.
Seit 1640 war er verheiratet mit Elisabeth, geb. Praetorius, einer Tochter von Johannes Praetorius, dem Organisten der Hamburger Hauptkirche Sankt Jacobi. Eine Tochter heiratete Georg Jonas Tosor, einen Sohn von Johann Heinrich Tonsor, der Superintendent in Otterndorf wurde. Der jüngste Sohn Johann Hieronymus von Petkum (1657–1713) war der einzige, der den Vater überlebte. Er studierte ebenfalls Theologie und wurde Prinzenerzieher in Kopenhagen und Propst in Münsterdorf.
An von Petkum erinnerte ein Epitaph in St. Petri sowie ein Pastorenbild in der Sakristei, gemalt vom Hamburger Maler Gerd Dittmers. Das Porträt in der Sakristei ist durch einen Kupferstich überliefert.

## Werke
- De microcosmo integro sive ante lapsum. Hamburg 1633
- De proprio et accidente. Rostock 1635
- De Dei Omnipotentia a Calvinianis impugnata. Wittenberg: Röhner 1636